# Mus fernandoni
Mus fernandoni é uma espécie de roedor da família Muridae.
É endêmica do Sri Lanka.